# Сељанка: приповетке из сеоског живота
Сељанка је дужа приповетка, или новела, а понекад се сматра и кратким романом Јанка Веселиновића, објављена први пут 1893. године за Државну штампарију Краљевине Србије. Пре тога је штампана 1888. године у новинском листу Отаџбина. Књижевност, наука, друштвени живот. Касније је више пута објављивана и као део сабраних дела, и збирки приповедака, и као засебна књига. Књига је посвећена Наталији Обреновић.

## Радња
Основна тема новеле је јаз генерација, прелазак из патријархалног у модерније доба и неразумевање главне личности снаје и њених свекрва и свекрве. Снаја и централни лик приче је млада Анђелија Недељковић, кћер Илије из села Салаша, која се удаје за младића Миладина у мачванско село Глоговац, и прича је значајна по томе што више од половине радње чини опис и обичаји једне свадбе. На вече весеља, девер је на пример спавао у младиној соби, како би је штитио да младожења не дође пре него што се сутрадан заврши званично венчање у цркви. На крају приповетке Анђелија постаје као њена свекрва, не разумевајући наредну генерацију и понашање младих, и надживећи већину оних које је волела, трагедија услед колере, на својој самрти упућује упозорење млађима "Нека је слога и љубав међу вама, јер само у слози кућа може напредовати".

## Извори
1. ↑  Марибор, IZUM-Институт информацијских знаности. „Сељанка : приповетке из сеоског живота :: COBISS+”. plus.cobiss.net (на језику: српски). Приступљено 2025-04-19.
2. ↑  „Сељанка”. Порталибрис књижара (на језику: српски). Приступљено 2025-04-19.